# Октройована конституція
Октройована Конституція (від фр. octroyer — жалувати, дарувати) — конституція, подарована монархом народу країни.
За октроювання при введенні Конституції не беруть участь ні представницький інститут (парламент), ні інститут виборів (референдум).
До октройованих відносяться:
1. Конституція Непалу
2. Конституція Єгипту
3. Конституція Нігерії